# Sàvintsi
Sàvintsi (en ucraïnès Савинці i en rus Савинцы) és una vila de la província de Khàrkiv, Ucraïna. El 2021 tenia 5.266 habitants.